# 月刊少年Magazine
《月刊少年Magazine》（月刊少年マガジン）是日本講談社發行的一本漫畫雜誌月刊。専門連載少年漫畫。1965年創刊時名《別冊少年Magazine》。其後經過一段休刊期間，於1974年復刊，1975年改名《月刊少年Magazine》。
在少年漫畫雑誌當中，銷量排在週刊少年Jump、週刊少年Magazine、週刊少年Sunday後的第5位。特徵為長期連載作品比較多。

## 刊載漫畫列表

### 連載中作品
- 更新至2024年11月5日（2024年11月號），含休載中的不定期連載作品。部分中文名稱為暫譯。

| 作品名稱（中文）                                 | 作品名稱（日文）                                     | 作者（作畫）       | 原作         | 起載號       | 備註                       |
| ------------------------------------------------ | ---------------------------------------------------- | ------------------ | ------------ | ------------ | -------------------------- |
| 鐵拳小子Legends                                  |                                                      | 前川剛             | －           | 2006年9月號  | 《鐵拳小子》系列續篇       |
| 南瓜剪刀                                         |                                                      | 岩永亮太郎         | －           | 2006年11月號 | 從《GREAT》移籍            |
| 新假面騎士SPIRITS                                |                                                      | 村枝賢一           | 石之森章太郎 | 2009年8月號  | 從《月刊雜誌Z》移籍        |
| 舞動青春                                         |                                                      | 竹内友             | －           | 2011年12月號 |                            |
| 魚糕鎮的推薦                                     |                                                      | 平野直樹           | －           | 2012年5月號  |                            |
| 龍狼傳 霸王立國篇                                |                                                      | 山原義人           | －           | 2016年8月號  | 從2018年10月號開始隔月連載 |
| 費馬的料理                                       |                                                      | 小林有吾           | －           | 2018年10月號 | 不定期連載                 |
| 灌籃少年 ACT4                                    |                                                      | 八神浩樹           | －           | 2018年11月號 |                            |
|                                                  |                                                      | Octo               | －           | 2019年1月號  |                            |
| 虛構推理                                         |                                                      | 片瀬茶柴           | 城平京       | 2020年1月號  |                            |
| 陸奥圓明流異界伝 修羅の紋 ムツさんはチョー強い?! | -{陸奥圓明流異界伝 修羅の紋 ムツさんはチョー強い?!}- | 甲斐とうしろう     | 川原正敏     | 2020年2月號  | 不定期連載                 |
| め組の大吾 救国のオレンジ                        |                                                      | 曾田正人、冨山玖呂 | －           | 2020年11月號 | 火線先鋒大吾的續篇         |

### 過去連載過作品
- BECK（ハロルド作石）
- 龍狼傳（山原義人）
- 櫻花大戰
- 俏妞老師（上村純子）
- 宇宙鐵人兄弟（石森章太郎）
- 灌籃少年 ACT3（八神浩樹）
- ALIVE 最终进化的少年（河島正・あだちとか）
- ANGEL BEAT（安原依若）
- Oh! 透明人間（中西廣居）
- 海皇紀（川原正敏）
- 野球太保（七三太朗・川三番地）
- 鬼太郎鬼太郎地獄編（水木茂）
- 青春巧克力原作（大槻ケンヂ）作画（佐佐木勝彦與清水澤亮）
- 俠義少年王（沢田ひろふみ）
- 修羅之刻（川原正敏）
- 修羅之門（川原正敏）
- 修羅之門 第貳門（川原正敏）
- 問題小子孫六（さだやす圭）
- 超速球（七三太朗・川三番地）
- 修羅之門異傳（川原正敏・飛永宏之）
- スーパーくいしん坊（ビッグ錠）
- ソップ型（西本英雄）
- 大暴走（手塚治虫）
- 鐵拳小子（前川剛）
- 四月是你的謊言（新川直司）2011年5月号 -
- 天才笨蛋阿松（赤塚不二夫）
- どっきんロリポップ（井澤まさみ）
- バイオレンスジャック（永井豪與ダイナミックプロ）
- ハートキャッチいずみちゃん（遠山光）
- ぼくのブラジャー・アイランド（井澤滿・いがらしゆみこ）
- 魔馬（手塚治虫）
- F.C.ジンガ（とだ勝之）
- 名門!多古西應援團（所十三）
- 變形故事集（手塚治虫）
- ヤンキー烈風隊（もとはしまさひで）
- レッケン!（吉谷やしよ）
- RiN（ハロルド作石）
- FIRE BALL!（龍幸伸）
- 火箭人（加藤元浩）
- 秘石战记（宇野比呂士）
- 金の彼女 銀の彼女（赤衣丸歩郎）
- フィールドの花子さん（千田純生）

## 關連項目
- 週刊少年Magazine

## 外部連結
- 月刊少年マガジンWEB （页面存档备份，存于）（日語）